# Jean Reno
Juan Moreno y Herrera-Jiménez (Casablanca, Marokkó, 1948. július 30.–) ismertebb nevén Jean Reno (kiejtése: [ʒɑ̃ ʁeno]) andalúziai spanyol származású francia színész. Francia, angol, japán, spanyol és olasz nyelven dolgozik; olyan filmekben szerepelt, mint a Bíbor folyók, a Godzilla, A Da Vinci-kód, a Mission: Impossible, a Ronin és a Léon, a profi.

## Életrajza

### Ifjúsága
Andalúziai spanyol szülők gyermeke, akik Franco tábornok falangista rendszere elől menekültek Marokkóba, amely akkoriban francia protektorátus volt. Apja nyomdász, Sanlúcar de Barramedából, anyja Jerez de la Frontera városából származott. 1955-ben a család áttelepült Franciaországba. Fiuk ekkor választott új nevet, az eredeti Morenóból lett Reno. Egy húga van: María Teresa. Anyját már kamaszkorában elvesztette.

### Pályája
A család anyaországba történt áttelepülését követően a Simon színművészeti tanfolyam hallgatója lett. Miután letöltötte sorkatonai szolgálatát egy Nyugat-Németországban állomásozó alakulatnál, Didier Flamanddal egy társulatnál kezdte színészi pályafutását.
Filmes karrierje kisjátékfilmekben, tévéjátékokban, illetve tévésorozatokban nyújtott alakításaival kezdődött. A nagyközönség számára Luc Besson filmrendező fedezte fel, aki számos filmjében szerepeltette; közülük kiemelkedett a Metró (1985), A nagy kékség (1988), a Jöttünk, láttunk, visszamennénk, valamint a Léon, a profi (1994), amellyel egy csapásra nemzetközi hírnévre tett szert. Mivel a filmet angolul forgatták, előzetesen tanulta a nyelvet.
A francia filmművészet legnagyobbjaival játszott, illetve dolgozott együtt, így Yves Montand, Romy Schneider, Isabelle Adjani, Gérard Depardieu, Christian Clavier színészekkel, Costa-Gavras, Luc Besson, Francis Veber, Jean-Marie Poiré és Mathieu Kassovitz filmrendezőkkel.
Játszi könnyedséggel alakít szerepeket spanyol anyanyelvén kívül franciául, olaszul és angolul. Azon ritka francia színészek egyike, akik Hollywoodban is befutottak. Egyesült Államokbeli karrierje 1995-ben kezdődött a Francia csók (1995) című filmben Meg Ryan és Kevin Kline oldalán, majd olyan nagy sikerű filmekkel folytatódott, mint a Mission: Impossible (1996) Tom Cruise-zal, a Ronin (1998) Robert De Niro-val, a Godzilla (1998) és a Bíbor folyók (2000). 2006-ban ismét nagy szerephez jutott: Steve Martin-nal játszott A rózsaszín párduc felújításában. Ő játssza Bézu Fache rendőrfelügyelő szerepét A Da Vinci-kód című filmben.
Visszautasította Morpheus szerepét a Mátrix című, később kultuszfilmmé váló alkotásban (a szerepet Laurence Fishburne játssza), és inkább a viszonylag gyenge fogadtatású Godzilla (1998) című filmben játszott.
Reno közreműködött a népszerű, eredetileg PlayStation 2 játék Onimusha című sorozatában (Onimusha 3: Demon Siege): az ő alakjában öltött testet a főszereplő Jacques Blanc, arcát és a francia hangját is ő kölcsönözte a karakternek.
2009-ben Budapesten is forgatta A razzia című filmjét.

### Magánélete
Háromszor nősült, mindhárom házasságából két-két gyermeke származik:
- Első felesége Geneviève volt 1977 és 1991 között. Tőle előbb egy lánya (Sandra – 1978), majd egy fia (Mickael – 1980) született.
- Másodjára 1994 és 2001 között volt házas Nathalie Dyszkiewicz manökennel, aki előbb fiának (Tom – 1996), majd újabb lányának (Serena – 1998) adott életet.
- Harmadszorra 2006. július 29-én kötött házasságot Zofia Borucka brit színésznő, dalszerző, manökennel; esküvői tanúik Nicolas Sarkozy és Johnny Hallyday voltak. Két fiuk született: 2009-ben Cielo, majd 2011-ben Dean.

Reno rendszeresen ingázik Európa és az Amerikai Egyesült Államok között, lakást tart fenn Párizsban és Los Angelesben.
Katolikus, tagja a hátrányos helyzetűek és hajléktalanok lakhatásáért küzdő Pierre abbé Alapítványnak. Michelle Yeoh malajziai színésznővel együtt hivatalos védnöke a francia székhelyű nemzetközi Agy- és Gerincvelő-kutató Intézetnek. Több ízben is fellépett karitatív rendezvényeken Johnny Hallyday partnereként.
Nagy Formula–1-rajongó; kedvence a Ferrari istálló. Az Audi luxus személygépkocsik nagykövete.
Közel állt Jacques Chirac elnökhöz, 2004-ben viszont Nicolas Sarkozyt támogatta az UMP elnökségéért folytatott küzdelemben, majd a 2007-es franciaországi elnökválasztáson. Ez utóbbi kampányhelyszínén ő olvasta fel a jelölt programját a vakoknak.
A Sarkozy és Hallyday családokon kívül közeli barátjának számítanak Muriel Robin színésznő, Christian Clavier, Ron Howard, Charles Aznavour, Elton John, valamint Vanessa Paradis.

### Jövedelme
A Figaro francia napilap szerint 2009-ben Jean Reno a világ hetedik legjobban fizetett színésze volt; mintegy 2,09 millió euró jövedelemre tett szert.

## Filmográfia

### Film
| Év   | Magyar cím                                        | Eredeti cím                                               | Szerep                                        | Magyar hang       | Rendező                |
| ---- | ------------------------------------------------- | --------------------------------------------------------- | --------------------------------------------- | ----------------- | ---------------------- |
| 1978 |                                                   | L’Hypothèse du tableau volé                               | Képalak                                       |                   | Raoul Ruiz             |
| 1979 | Női fény                                          | Clair de femme                                            | Concorde téri zsaru                           |                   | Costa-Gavras           |
| 1980 |                                                   | Voulez-vous un bébé Nobel?                                | Bernier                                       |                   | Robert Pouret          |
| 1981 |                                                   | Les bidasses aux grandes manœuvres                        | Zag főhadnagy                                 |                   | Raphaël Delpard        |
| 1981 | Kebelbarátok                                      | On n'est pas des anges… elles non plus                    | éttermi felszolgáló (stáblistán nem szerepel) |                   | Michel Lang            |
| 1982 | A Sant Souci-i járókelő                           | La passante du Sans-Souci                                 | antiszemita                                   |                   | Jacques Rouffio        |
| 1983 | A gazdagság lólába                                | Signes extérieurs de richesse                             | Marc Letellier                                |                   | Jacques Monnet         |
| 1983 | Élethalálharc                                     | Le dernier combat                                         | A vadállat                                    |                   | Luc Besson             |
| 1984 | A mi történetünk                                  | Notre histoire                                            | A szomszéd                                    |                   | Bertrand Blier         |
| 1985 |                                                   | Le téléphone sonne toujours deux fois!                    | Marraine bizalmi embere                       |                   | Jean-Pierre Vergne     |
| 1985 | Metró                                             | Subway                                                    | A dobos                                       | Orosz István      | Luc Besson (2)         |
| 1985 | Szigorúan személyes                               | Strictement personnel                                     | Villechaize nyomozó                           |                   | Pierre Jolivet         |
| 1986 | I Love You                                        | I Love You                                                | A fogorvos                                    |                   | Marco Ferreri          |
| 1986 | Vörös zóna                                        | Zone rouge                                                | Leccia                                        |                   | Roberto Enrico         |
| 1988 | A nagy kékség                                     | Le grand bleu                                             | Enzo Molinari                                 | Szilágyi Tibor    | Luc Besson (3)         |
| 1990 | Nikita                                            | Nikita                                                    | Victor, a takarító                            | Orosz István      | Luc Besson (4)         |
| 1990 | Nikita                                            | Nikita                                                    | Victor, a takarító                            | Barbinek Péter    | Luc Besson (4)         |
| 1991 | Az aranyálarcos férfi                             | L’homme au masque d’or                                    | Victorio Gaetano atya                         |                   | Éric Duré              |
| 1991 | Marhakonzerv-akció                                | L’Opération Corned-Beef                                   | Cápa                                          | Ujréti László     | Jean-Marie Poiré       |
| 1992 |                                                   | Loulou Graffiti                                           | Pique la Lune                                 |                   | Christian Lejalé       |
| 1993 | Jöttünk, láttunk, visszamennénk                   | Les Visiteurs                                             | Godefroy de Papincourt, Montmirail grófja     | Berzsenyi Zoltán  | Jean-Marie Poiré (2)   |
| 1993 | Felhők szökevényei                                | Flight from Justice                                       | Charlie Bert                                  | Hankó Attila      | Don Kent               |
| 1994 | Léon, a profi                                     | Léon                                                      | Léon                                          | Szakácsi Sándor   | Luc Besson (5)         |
| 1995 | Túl a felhőkön                                    | Al di là delle nuvole                                     | Carlo                                         | Wohlmuth István   | Michelangelo Antonioni |
| 1995 | Francia csók                                      | French Kiss                                               | Jean-Paul Cardon felügyelő                    | Dörner György     | Lawrence Kasdan        |
| 1995 | Simlisek akcióban                                 | Les Truffes                                               | Patrick                                       | Haás Vander Péter | Bernard Nauer          |
| 1996 | A jaguár                                          | Le jaguar                                                 | Jean Campana                                  | Kőszegi Ákos      | Francis Veber          |
| 1996 | Mission: Impossible                               | Mission: Impossible                                       | Franz Krieger                                 | Szakácsi Sándor   | Brian De Palma         |
| 1997 | Sztármama                                         | Les sœurs Soleil                                          | néző                                          |                   | Jeannot Szwartz        |
| 1997 | Boszorkányszerelem                                | Un Amour de Sorcière                                      | Molok Edmanareck                              | Szilágyi Tibor    | René Manzor            |
| 1997 | Boszorkányszerelem                                | Un Amour de Sorcière                                      | Molok Edmanareck                              | Jakab Csaba       | René Manzor            |
| 1997 | Boszorkányszerelem                                | Un Amour de Sorcière                                      | Molok Edmanareck                              | Fekete Ernő       | René Manzor            |
| 1997 | Sírba viszel                                      | Roseanna's Grave                                          | Marcello                                      | Barbinek Péter    | Paul Weiland           |
| 1998 | Ronin                                             | Ronin                                                     | Vincent                                       | Szilágyi Tibor    | John Frankenheimer     |
| 1998 | Godzilla                                          | Godzilla                                                  | Philippe Roaché                               | Kovács István     | Roland Emmerich        |
| 1998 | Jöttünk, láttunk, visszamennénk 2. – Az időalagút | Les Couloirs du temps: Les visiteurs 2                    | Godefroy de Papincourt, Montmirail grófja     | Berzsenyi Zoltán  | Jean-Marie Poiré (3)   |
| 2000 | Bíbor folyók                                      | Les Rivières pourpres                                     | Pierre Niemans                                | Helyey László     | Mathieu Kassovitz      |
| 2001 | Wasabi – Mar, mint a mustár                       | Wasabi                                                    | Hubert Fiorentini                             | Szilágyi Tibor    | Gérard Krawczyk        |
| 2001 | Reszkess, Amerika!                                | Just Visiting                                             | Thibault                                      | Kovács István     | Jean-Marie Poiré (4)   |
| 2002 | Félix és Rose – Szerelmi légott                   | Décalage horaire                                          | Félix                                         | Berzsenyi Zoltán  | Danièle Thomson        |
| 2002 | Rollerball – Könyörtelen játék                    | Rollerball                                                | Alexis Petrovich                              | Szilágyi Tibor    | John McTiernan         |
| 2003 | Pofa be!                                          | Tais-toi!                                                 | Ruby                                          | Kovács István     | Francis Veber (2)      |
| 2004 | Nagy zűr Korzikán                                 | L’Enquête corse                                           | Ange Leoni                                    | Kovács István     | Alain Berbérian        |
| 2004 | Hotel Ruanda                                      | Hotel Rwanda                                              | Mr. Tillens, a Sabena Airlines elnöke         | Berzsenyi Zoltán  | Terry George           |
| 2004 | Bíbor folyók 2. – Az apokalipszis angyalai        | Les rivières pourpres II – Les anges de l`apocalypse      | Niemans felügyelő                             | Berzsenyi Zoltán  | Olivier Dahan          |
| 2005 | Tigris a hóban                                    | La tigre e la neve                                        | Fuad                                          | Szilágyi Tibor    | Roberto Benigni        |
| 2005 | Farkasok birodalma                                | L`empire des loups                                        | Jean-Louis Schiffer                           | Kovács István     | Chris Nahon            |
| 2006 | Elvitte a víz                                     | Flushed Away                                              | Le Béka (hangja)                              | Szilágyi Tibor    | David Bowers           |
| 2006 | Elvitte a víz                                     | Flushed Away                                              | Le Béka (hangja)                              | Szilágyi Tibor    | Sam Fell               |
| 2006 | Flyboys – Égi lovagok                             | Flyboys                                                   | Thenault kapitány                             | Szilágyi Tibor    | Tony Bill              |
| 2006 | A Da Vinci-kód                                    | The Da Vinci Code                                         | Bézu Fache kapitány                           | Szilágyi Tibor    | Ron Howard             |
| 2006 | A rózsaszín párduc                                | The Pink Panther                                          | Gilbert Ponton csendőr                        | Szilágyi Tibor    | Shawn Levy             |
| 2008 | Csalások hálója                                   | Ca$h                                                      | Maxime (Dubreuil)                             | Szilágyi Tibor    | Eric Besnard           |
| 2009 | A szállítmány                                     | Armored                                                   | Quinn                                         | Berzsenyi Zoltán  | Antal Nimród           |
| 2009 | Páros mellékhatás                                 | Couples Retreat                                           | Marcel                                        | Szilágyi Tibor    | Peter Billingsley      |
| 2009 | A belső kör                                       | Le premier cercle                                         | Milo Malakian                                 | Szilágyi Tibor    | Laurent Tuel           |
| 2009 | A rózsaszín párduc 2.                             | The Pink Panther 2                                        | Gilbert Ponton csendőr                        | Szilágyi Tibor    | Harald Zwart           |
| 2010 | A razzia                                          | Razzia                                                    | Dr. David Sheinbaum                           |                   | Rose Bosch             |
| 2010 | 22 lövés                                          | L’immortel                                                | Charly Mattei                                 | Szilágyi Tibor    | Richard Berry          |
| 2011 | Család csak egy van                               | On ne choisit pas sa famille                              | Luix doktor                                   |                   | Christian Clavier      |
| 2011 | Margaret                                          | Margaret                                                  | Ramon                                         | Szilágyi Tibor    | Kenneth Lonergan       |
| 2012 | Alex Cross                                        | Alex Cross                                                | Giles Mercier                                 | Szilágyi Tibor    | Rob Cohen              |
| 2012 | A varjak napja                                    | Le jour des corneilles                                    | Az apa Courge (hangja)                        |                   | Olivier Dahan (2)      |
| 2012 | Én, a séf                                         | Comme un chef                                             | Alexandre Lagarde                             | Szilágyi Tibor    | Daniel Cohen           |
| 2013 | Éjjelek és nappalok                               | Days and Nights                                           | Louis                                         | Berzsenyi Zoltán  | Christian Camargo      |
| 2013 | A csodacsapat                                     | Les seigneurs                                             | önmaga                                        | Mészöly Kálmán    | Olivier Dahan (3)      |
| 2014 |                                                   | Benoît Brisefer: Les taxis rouges                         | Poilonez                                      |                   | Manuel Pradal          |
| 2014 | Hector a boldogság nyomában                       | Hector and the Search for Happiness                       | Diego Baresco                                 | Szilágyi Tibor    | Peter Chelsom          |
| 2014 | Provence-i vakáció                                | Avis de mistral                                           | Paul                                          | Szilágyi Tibor    | Rose Bosch (2)         |
| 2015 | Széltestvérek                                     | Brothers of the Wind                                      | Danzer                                        |                   | Gerardo Olivares       |
| 2015 | Széltestvérek                                     | Brothers of the Wind                                      | Danzer                                        | Otmar Penker      |                        |
| 2015 | Az utolsó próba                                   | The Last Face                                             | Dr. Mehmet Love                               | Szilágyi Tibor    | Sean Penn              |
| 2015 | Az akciócsoport                                   | Antigang                                                  | Serge Buren                                   | Szilágyi Tibor    | Benjamin Rocher        |
| 2016 | Az ígéret                                         | The Promise                                               | Fournet admirális                             | Jakab Csaba       | Terry George (2)       |
| 2016 | Jöttünk, láttunk, visszamennénk 3. – A forradalom | Les visiteurs 3 : La révolution                           | Godefroy de Papincourt, Montmirail grófja     | Berzsenyi Zoltán  | Jean-Marie Poiré (5)   |
| 2017 | Lány a ködben                                     | La ragazza nella nebbia                                   | Augusto Flores                                | Szilágyi Tibor    | Donato Carrisi         |
| 2017 |                                                   | Hszia tao lien meng (Xia dao lian meng) (The Adventurers) | Pierre Bissette                               |                   | Stephen Fung           |
| 2017 | Kincseim                                          | Mes trésors                                               | Patrick                                       | Szilágyi Tibor    | Pascal Bourdiaux       |
| 2019 | Négy keréken                                      | 4Latas                                                    | Jean Pierre                                   |                   | Gerardo Olivares       |
| 2019 | Farkasok öröksége                                 | Cold Blood                                                | Henry                                         | Berzsenyi Zoltán  | Frédéric Pretitjean    |
| 2020 | Gazfickók városa                                  | Bronx                                                     | Ange Leonetti                                 | Forgács Gábor     | Olivier Marchal        |
| 2020 | The Doorman – Több mint portás                    | Doorman                                                   | Victor Dubois                                 | Szilágyi Tibor    | Kitamura Rjuhei        |
| 2020 | The Doorman – Több mint portás                    | Doorman                                                   | Victor Dubois                                 | Berzsenyi Zoltán  | Kitamura Rjuhei        |
| 2020 | Aniára várva                                      | Waiting for Anya                                          | Henri                                         | Berzsenyi Zoltán  | Ben Cookson            |
| 2020 | Az 5 bajtárs                                      | Da 5 Bloods                                               | Desroche                                      |                   | Spike Lee              |
| 2021 |                                                   | Promises                                                  | nagypapa                                      |                   | Amanda Sthers          |
| 2023 | Az akciócsoport 2. – A bosszú ideje               | Antigang: La relève                                       | Serge Buren                                   | Szilágyi Tibor    | Benjamin Rocher (2)    |
| 2023 |                                                   | Maison de retraite 2                                      | Lorenzo                                       |                   | Claude Zidi Jr.        |
| 2024 | Légi csibészek                                    | Lift                                                      | Jörgensen                                     | Szilágyi Tibor    | F. Gary Gray           |
| 2024 | Barátom, a pingvin                                | My Penguin Friend                                         | João Pereira de Souza                         | Szilágyi Tibor    | David Schurmann        |
| 2024 | Amikor leszáll az éj                              | Loups-garous                                              | Gilbert Vassier                               | Szilágyi Tibor    | François Uzan          |

Rövidfilmek
- 1981: L’avant dernier – ismeretlen szerep
- 1983: Ballade sanglante – Sylvain Madigan
- 1984: Alea – Francis Lemonnier
- 1984: Ne quittez pas – rendőr
- 1993: Paranoia – ismeretlen szerep
- 1994: La vis – K úr
- 2010: The Philosopher – Baggio
- 2016: Las pequeñas cosas – Jean-Pierre Bertrand

### Televízió
| Év   | Magyar cím              | Eredeti cím                      | Szerep                       | Megjegyzések           |
| ---- | ----------------------- | -------------------------------- | ---------------------------- | ---------------------- |
| 1980 | Égi postások            | L’aéropostale, courrier du ciel  | Moraglia                     | minisorozat            |
| 1983 |                         | Quelques hommes de bonne volonté | ismeretlen szerep            | minisorozat (6 epizód) |
| 1984 |                         | Allô Béatrice                    | Trépassés igazgatója         | 1 epizód               |
| 1985 |                         | Tender Is The Night              | Dr. Dangen                   | minisorozat (1 epizód) |
| 1985 | Egy boldoggá tett férfi | Un homme comblé                  | Joël                         | tévéfilm               |
| 1986 |                         | Et demain viendra le jour        | A szökevény                  | tévéfilm               |
| 1986 |                         | Série noire                      | Christiani                   | 1 epizód               |
| 1987 |                         | Monsieur Benjamin                | Rommin                       | tévéfilm               |
| 1993 |                         | Flight from Justice              | Charlie Bert                 | tévéfilm               |
| 2006 |                         | Les grandes occasions            | Antoine                      | tévéfilm               |
| 2013 | Jo, a profi             | Jo                               | Jo St-Clair                  | 8 epizód               |
| 2021 | Ki ölte meg Sarát?      | ¿Quién Mató a Sara?              | Reinaldo Gómez de la Cortina | 7 epizód               |
| 2022 | Magánügylet             | Un asunto privado                | Héctor                       | 8 epizód               |

## Fontosabb díjak és elismerések

### Kitüntetések
- 2003 – A Francia Köztársaság Nemzeti Érdemrendjének tisztje
- 2008 – A Francia Köztársaság Becsületrendjének tisztje [18].

### Európai Filmdíj
- 2000 – díj Legjobb európai teljesítmény a világ filmművészetében
- 2001 – jelölés  Bíbor folyók; EFA közönségdíja – legjobb színész

### César-díj
- 1989 – jelölés A nagy kékség; legjobb mellékszereplő színésznek
- 1994 – jelölés Jöttünk, láttunk, visszamennénk; legjobb színész
- 1995 – jelölés Léon, a profi; legjobb színész

### Giffoni Filmfesztivál
- 1990 – François Truffaut-díj

## Fordítás
- Ez a szócikk részben vagy egészben  a   Jean Reno című francia Wikipédia-szócikk ezen változatának fordításán alapul.  Az eredeti cikk szerkesztőit annak laptörténete sorolja fel. Ez a jelzés csupán a megfogalmazás eredetét és a szerzői jogokat jelzi, nem szolgál a cikkben szereplő információk forrásmegjelöléseként.